# Peperkoekstijl

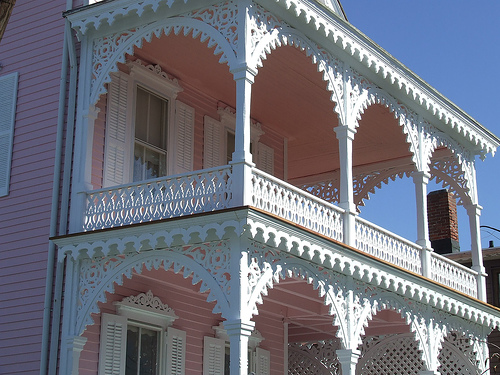
Een gevel in peperkoekstijl in Cape May

De peperkoekstijl (Engels: Gingerbread) is een bouwstijl voor meestal houten woonhuizen waarbij uitgebreid gebruik wordt gemaakt van vakwerk, dakruiters en gefiguurzaagde versieringen. De stroming was met name populair in het oosten van de Verenigde Staten in de periode 1860-1880 en zou daarna aanslaan in de Caraïben, o.a. in Jamaica en Haïti. De stijl was losjes gebaseerd op de pittoreske periode in de Engelse architectuur rond 1830.
In Cape May (New Jersey) en Port-au-Prince (Haïti) zijn een groot aantal huizen in deze stijl te vinden. Zo ook het Hotel Oloffson in Port-au-Prince met gotische elementen. In deze stad zijn overigens veel van deze huizen in slechte staat.